# Podroje
Podroje este o localitate din comuna Šmartno pri Litiji, Slovenia, cu o populație de 118 locuitori.